# مسافة ميل بحذائي (فلم)
مسافة ميل بحذائي هو فيلم دراما مغربي صدر سنة 2016، من كتابة وإخراج سعيد خلاف، وبطولة كل من أمين الناجي، ونفيسة بنشهيدة، وعبد الإله عاجل. تم ترشيح الفيلم لتمثيل المغرب في مسابقة الأوسكار لأفضل فيلم بلغة أجنبية في الدورة 89.

## القصة
يحكي الفيلم قصة سعيد، شاب يعيش في واحد من الأحياء الأكثر هشاشة بالدار البيضاء، حيث يحيا حياة التشرد والحرمان، لكنه وبالرغم من تعرضه للتعنيف والاستغلال الجنسي في البيت والشارع والعمل، إلا أنه يصارع من أجل العيش بكرامة بعيدا عن عالم الجريمة والانحراف.

## طاقم التمثيل
- أمين الناجي بدور سعيد
- نفيسة بنشهيدة
- عبد الإله عاجل
- الزهرة نجوم
- فاطمة هراندي
- سناء بحاج
- محمد حميمصة
- عبد الله شكيري
- مريم باكوش
- محمد عياد
- رضا العلوي

## جوائز
تُوّج الفيلم بالعديد من الجوائز وطنيا وعربيا، أهمها «السعفة الذهبية» لمهرجان الفيلم العربي والأوروبي في الأقصر، والجائزة الكبرى للمهرجان الوطني للفيلم بطنجة، وجائزة لجنة التحكيم في الدورة التاسعة لمهرجان وهران للفيلم العربي بالجزائر، كما حصل على الجائزة نفسها في مهرجان السينما الإفريقية بخريبكة.
كما فاز الفيلم بجائزة (الحصان البرونزي) التي تم منحها في إطار فعاليات الدورة الخامسة والعشرين للمهرجان الإفريقي للسينما والتلفزيون في واغادوغو (فيسباكو 2017).
وقد شارك هذا العمل في عدة مهرجانات دولية، عربية ووطنية حتى وصل إلى كوريا الجنوبية وجنوب افريقيا.

## روابط خارجية
- مقالات تستعمل روابط فنية بلا صلة مع ويكي بيانات